# يوهان تروتشيت
يوهان تروتشيت (16 أغسطس 1983 في فيليفرانتش سور ساوني) (بالإنجليزية: Johann Truchet)‏ لاعب كرة قدم فرنسي يلعب حاليا لصالح نادي الدرجة الوطنية ستاد رانس الفرنسي في مركز الظهير الأيمن .

## المسيرة الرياضية
بدأ تروتشيت مسيرته الرياضية في أكاديمية نادي ليون للناشئين ثم شارك في أول مباراة رسمية في موسم 2004-2005 في مواجهة نادي سبارتا براغ التشيكي ضمن بطولة دوري أبطال أوروبا . تم ادراجه ضمن الفريق الرديف الذي يلعب في دوري الهواة واستطاع أن يكون قائدا للفريق ولكن مسئولي النادي وافقوا على إعارته إلى نادي ريمس في يناير 2006 حتى نهاية الموسم . نتيجة للأداء المميز الذي وعلى إثر عودته إلى نادي ليون فقد وافق على الانتقال إلى نادي غينغان . في الموسم التالي قرر الموافقة على الانتقال إلى نادي ريمس ولكنه فشل في انقاذ الفريق من الهبوط إلى الدرجة الوطنية .

## روابط خارجية
- يوهان تروتشيت على موقع قاعدة بيانات كرة القدم.إي يو (الإنجليزية)
- يوهان تروتشيت على موقع ليكيب (الفرنسية)
- يوهان تروتشيت على موقع عالم كرة القدم.نت (الإنجليزية)